# Theodor Seibert
Theodor Seibert (* 4. November 1870 in Bosen, Fürstentum Birkenfeld; † 2. Januar 1936 in Darmstadt) war ein deutscher Politiker (DVP).

## Leben und Wirken
Theodor Seibert besuchte die Dorfschule in Bosen. Bis 1887 erlernte er das Schlosserhandwerk in St. Johann und besuchte während dieser Zeit auch die Fortbildungsschule in Saarbrücken. Danach war er bis 1890 in Karlsruhe, München, Stuttgart, Konstanz und Saarbrücken als Schlosser tätig. In der Folge gehörte er zwei Jahre lang dem Infanterieregiment Nr. 30 in Saarlouis an, bevor er 1892 eine Stellung in der Eisenbahnwerkstätte Saarbrücken übernahm. 1894 wurde Seibert als Hilfsheizer in den Lokomotivfahrdienst übernommen. 1899 wurde er nach Frankfurt versetzt und 1904 schließlich zum Lokomotivführer ernannt. Von 1907 bis 1919 amtierte Seibert als Kreisvorsitzender des Lokomotivführerverbandes im Kreis Frankfurt. Vom Oktober 1919 bis 1921 war Theodor Seibert Mitglied im Arbeitsausschuss des Beamten-Bezirksausschusses bei der Eisenbahndirektion Frankfurt und Mitglied des Fahrdienstausschusses des Eisenbahnzentralamtes in Berlin.
Nach dem Ersten Weltkrieg trat Seibert 1919 in die Deutsche Volkspartei (DVP) ein. Für diese gehörte er von 1920 bis 1928 als Abgeordneter dem Reichstag in Berlin an. Von Juni 1920 bis Mai 1924 vertrat er den Wahlkreis 21 (Hessen-Nassau), dann – nach einer Neuvergabe der Wahlkreise – von Mai bis Dezember 1924 den Wahlkreis 19 (Hessen-Nassau). Von Dezember 1924 bis Mai 1928 saß Seibert schließlich aufgrund eines Reichswahlvorschlages im Parlament. 
Abseits seiner Tätigkeit als Parlamentarier trat Theodor Seibert als Sachverständiger der Angeklagten bei Gerichtsverfahren über Eisenbahntransportgefährdung auf. Er verfasste außerdem Artikel organisatorischen und fachlichen Inhalts in Fachzeitungen.